# Sylhetia punctata
Sylhetia punctata är en insektsart som beskrevs av M. Firoz Ahmed 1972. Sylhetia punctata ingår i släktet Sylhetia och familjen dvärgstritar.
Artens utbredningsområde är Bangladesh. Inga underarter finns listade i Catalogue of Life.